# Shirakaba (revue)

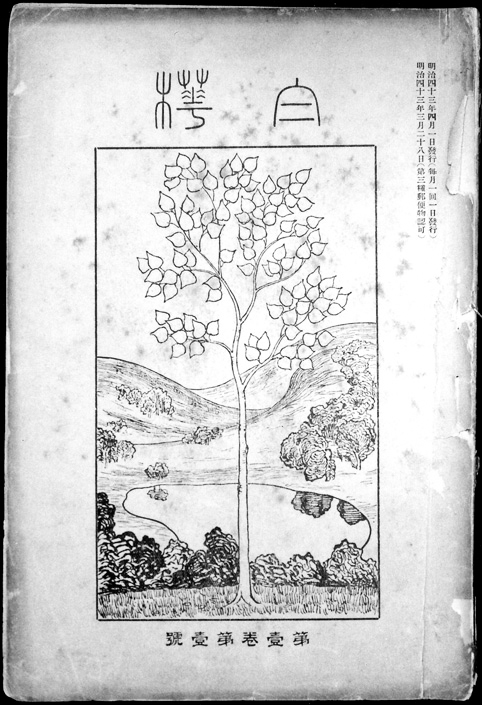
Couverture du premier numéro de Shirakaba, 1910.

Shirakaba (白樺, « Blanc Bouleau ») est le nom d'une revue mensuelle japonaise publiée à Tokyo du mois d'avril 1910 jusqu'en août 1923, fondée et animée par un groupe d’écrivains issus de la haute bourgeoisie, nés dans les années 1880 du siècle précédent.

## Collaborateurs
Shirakaba-ha (白樺派), littéralement « mouvement Shirakaba », est l'expression utilisée pour désigner au sens large l’ensemble des collaborateurs de la revue, voire cette génération tout entière, au sein de laquelle pu s'observer une certaine cohérence des trajectoires : de la quête première d'expression de la puissance créatrice de l’« individu » à la dynamique presque contraire, caractéristique des dernières années du mouvement, de redéfinition dudit individu par rapport au collectif.
Les membres les plus connus du groupe sont Saneatsu Mushanokōji, qui s'en fit le meneur et l'organisateur, tandis que Sōetsu Yanagi pu en être qualifié de « cheville ouvrière et moteur critique». L'on oubliera pas de citer également les noms de Shiga Naoya, Kinoshita Rigen, des frères Arishima Takeo et Ikuma Arishima, et de Ton Satomi. La plupart des collaborateurs sont d'anciens élèves de l’École des Pairs (Gakushūin) de Tōkyō.

## Contenu
Les premiers numéros de Shirakaba jouèrent un rôle déterminant pour la réception au Japon de plusieurs artistes occidentaux majeurs, volontiers rassemblés sous l’étiquette du « post-impressionnisme » : kōki inshō-ha (後期印象派) ou kō-inshō-ha (後印象派). On retient notamment le numéro sur Rodin publié en novembre 1910, ainsi que ceux sur Renoir et Van Gogh, respectivement en mars et octobre 1911.
Partisans, dans les premiers temps du mouvement, du point de vue littéraire et idéologique de l'individualisme et de l'humanitarisme à l'exemple de Léon Tolstoï, nombre de collaborateurs de la revue sont politiquement de tendance démocratique. Le groupe Shirakaba exerce une grande influence sur le climat culturel de l'ère Taishō, contribuant au dépassement du courant naturaliste en littérature et donnant naissance au genre Watakushi shōsetsu (« roman du « je » »), dominant pendant la période d'après guerre. 
Dans le premier numéro de la revue paraissent, entre autres, une critique de Mushanokōji sur le roman Sore kara de Natsume Sōseki et un conte de Shiga Naoya. Sur la couverture est représenté un bouleau blanc.